# 킴 리들레
킴 리들레(Kim Riedle, 1982년 1월 15일 ~ )는 독일의 배우이다.

## 출연 작품
- 백 포 굿 (2017)